# Kent (album)
Kent è il primo eponimo album discografico del gruppo musicale rock svedese Kent, pubblicato nel 1995.

## Tracce
Testi di Joakim Berg tranne dove indicato.
1. Blåjeans – 2:58
2. Som Vatten – 2:54
3. Ingenting Någonsin – 4:02
4. När Det Blåser På Månen – 4:19 (musica: Berg, Martin Sköld)
5. Jag Vill Inte Vara Rädd – 3:34
6. Vad Två Öron Klarar – 3:47
7. Den Osynliga Mannen – 2:44
8. Pojken Med Hålet I Handen – 2:09 (musica: Berg, Sköld)
9. Ingen Kommer Att Tro Dig – 3:31
10. Stenbrott – 4:21
11. Frank – 4:48

## Formazione
- Joakim Berg – voce
- Martin Sköld – basso
- Sami Sirviö – chitarra
- Martin Roos – chitarra
- Markus Mustonen – batteria